# Praakli
Koordinaten: 58° 16′ N, 22° 34′ O
Praakli (deutsch Brackelshof) ist ein Dorf (estnisch küla) auf der größten estnischen Insel Saaremaa. Es gehört zur Landgemeinde Saaremaa (bis 2017: Landgemeinde Lääne-Saare) im Kreis Saare.

## Einwohnerschaft, Lage und Geschichte
Das Dorf hat 90 Einwohner (Stand 1. Januar 2016). Seine Fläche beträgt 3,15 km².
Praakli liegt fünf Kilometer nordöstlich der Inselhauptstadt Kuressaare. Von der Mitte des 16. Jahrhunderts bis in das Jahr 1653 gehörte die Gegend der adligen deutsch-baltischen Familie von Brackel. Von ihr leiten sich der estnischsprachige und der historische deutsche Name des Ortes ab.